# Papier kraft
Pour les articles homonymes, voir Kraft.

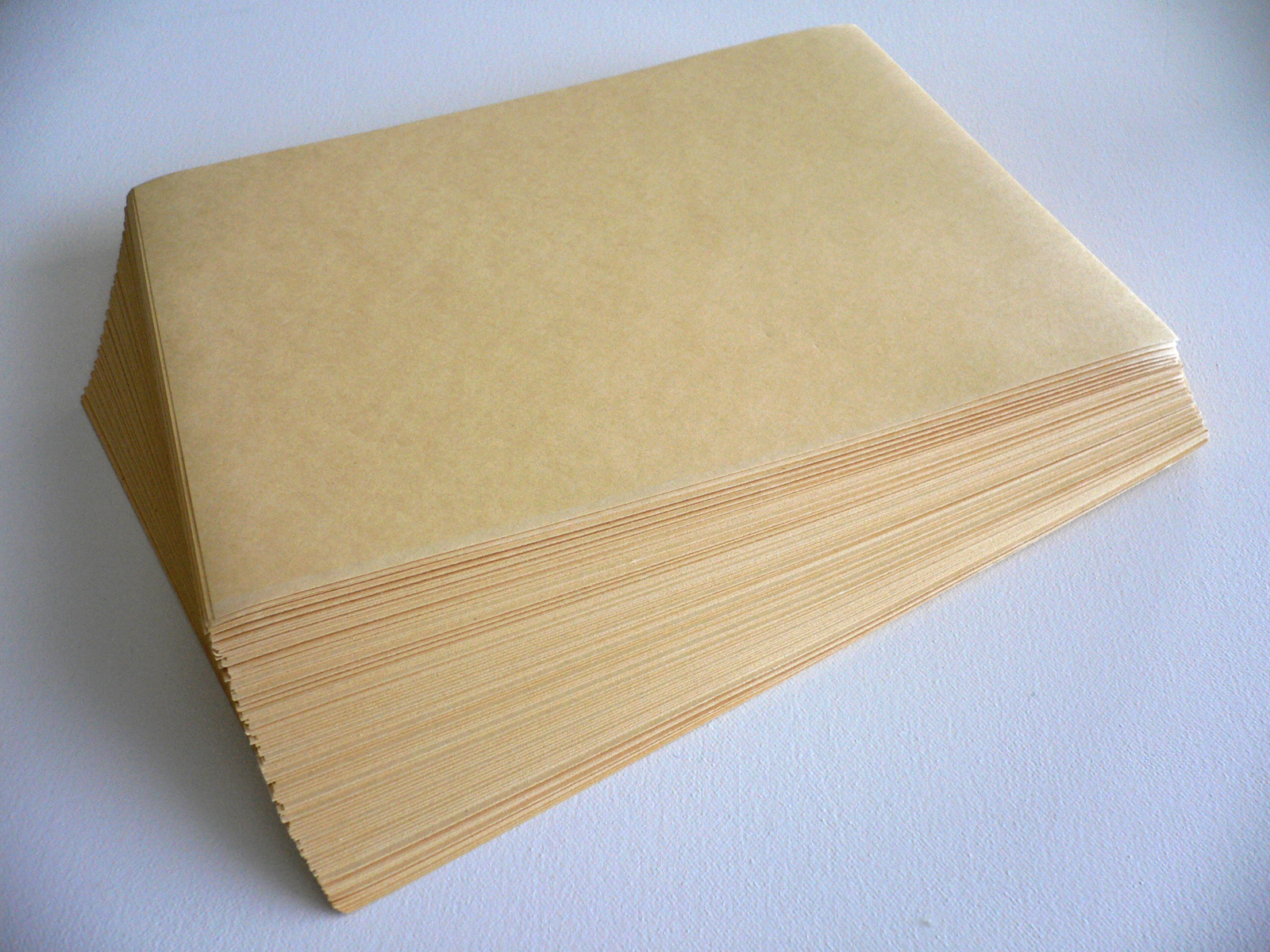
Rame de papier kraft.

Le papier kraft est un type de papier très résistant utilisé pour différents types de sacs (sacs biodégradables pour différents types de courses, emballage de matériaux lourds), d'emballages résistants, d'enveloppes de grande taille ainsi que comme fond coloré pour la peinture ou le dessin et pour la fabrication de stratifié. Son mode de fabrication, le procédé kraft, est à l'origine de son nom.

## Description
Le mot allemand Kraft signifiant « force » est à l'origine de l'appellation « papier kraft » désignant un papier particulièrement solide, pouvant servir pour l'emballage. L'expression est attestée en français en 1907.
À l'origine, le peintre paysagiste Carl Ferdinand Dahl dépose à Dantzig, en 1884, un brevet de pâte à papier au sulfate qui évoluera pour devenir ensuite le procédé kraft.
Originellement fabriqué à partir de chanvre de Manille, il l'est aujourd'hui à partir de pâte à papier de bois de résineux, pin ou sapin. Il est le plus souvent encollé et frictionné sur une face, vergé sur l'autre, présentant ce lignage typique qui plaît à certains pratiquants des arts graphiques.

## Usages

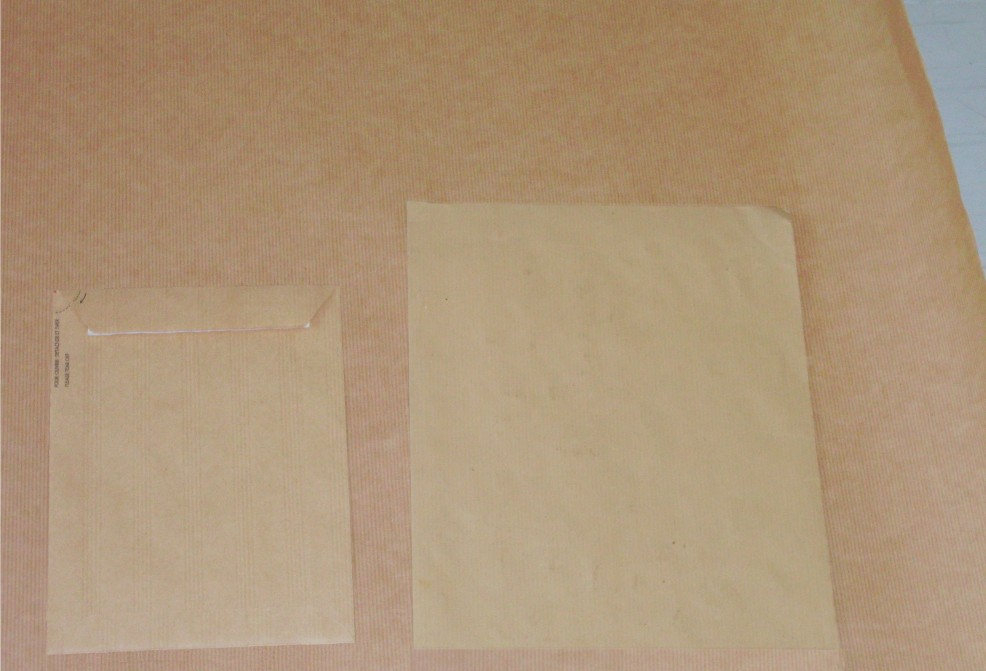
Enveloppes de papier kraft brun.

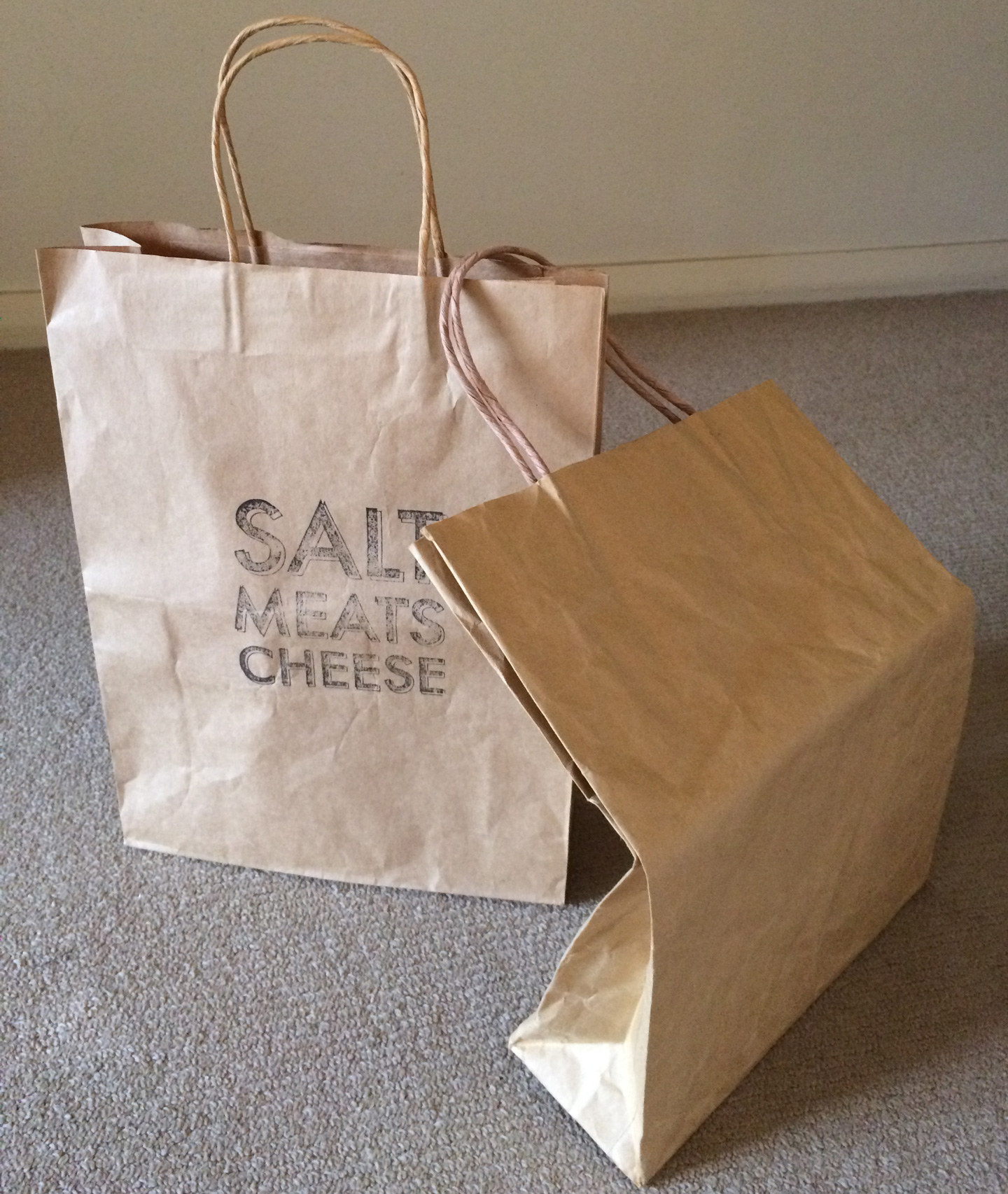
Sacs papier fabriqués de papier kraft.

Fabriqué en grande largeur (laize à partir d'un mètre) et dans des grammages compris entre 25 et 180 g/m2, on trouve ainsi couramment des enveloppes en kraft vergé brun de 120 g/m2 et des enveloppes en kraft armé de fils de verre de 130 g/m2. Il peut être utilisé en doublage de sacs jusqu'à 50 kg pour le ciment, le plâtre ou des engrais.
Depuis 2020 et l'interdiction progressive du plastique à usage unique, le papier kraft trouve à être utilisé en France dans les emballages alimentaires.
Généralement utilisé dans sa couleur naturelle, on le trouve également blanchi, noirci ou de différentes couleurs, pour faire des papiers cadeaux ou utilisation en arts décoratifs et beaux arts. Il est également utilisé dans l'édition, blanchi puis éventuellement coloré dans des teintes fantaisistes.
Gommé sur une face, le kraft gommé est vendu en rouleau de 50 mm de large. Il suffit de l'humidifier pour assembler des papiers et cartons.

### Autres
Outre son utilisation en emballage et en décoration, le papier kraft peut être utilisé comme isolant électrique, par exemple dans les transformateurs de puissance.
Il peut aussi servir de contenant pour cuire le gigot bitume.

## Production
La première usine de production de papier kraft d'Amérique du Nord a été celle d'East Angus, en Estrie au Québec. Dans les années 1970, les États-Unis présentaient une capacité de production bien supérieure à celle de l'Europe. En 1996, la France est le principal producteur de papier kraft au sein de l'Union européenne. Ce type de papier y est essentiellement produit à partir de la forêt des Landes. Compte tenu des enjeux environnementaux, le papier kraft non blanchi est une solution responsable car sa fabrication n'emploie pas de solvants nocifs, il est biodégradable et son recyclage consomme peu de ressources.